# Alexandre Aroutiounian
 (août 2020).
Pour les articles homonymes, voir Haroutiounian.
Œuvres principales
Concerto pour trompette et orchestre en la bémol majeur
Alexandre Grigorievitch Aroutiounian, abrégé en Alexandre Aroutiounian ou Aroutounian (en arménien Ալեքսանդր Հարությունյան), né le 23 septembre 1920 à Erevan en Arménie, mort le 28 mars 2012, est un compositeur et pianiste arménien. Il fut professeur au conservatoire d'État d'Erevan. Il est tout particulièrement connu pour son concerto pour trompette décrit comme flashy dans le New York Times.

## Biographie

### Éducation musicale
Très jeune, Alexandre Aroutiounian rencontra le compositeur Alexandre Spendiarian. Il étudia au conservatoire d'État d'Erevan la composition dans les classes de Sargis Barkhoudaryan et V. G. Talyan ainsi que le piano avec O. A. Babasian de 1934 à 1941 pour continuer dans la classe de Constantin Igoumnov de 1942 à 1943. De 1944 à 1946, il étudia la composition et la polyphonie, toujours dans le même conservatoire, auprès de Constantin Igoumnov.  De 1946 à 1948, il alla à Moscou où il étudia la composition auprès de Genrikh Litinski ainsi que l'orchestration avec Moïsei Veprik.

### Carrière
Durant le Congrès musical de Moscou, Aram Khatchatourian le considéra comme un compositeur soviétique prometteur.
Après l'obtention de son diplôme à Moscou, il retourna en Arménie pour enseigner au conservatoire d'État d'Erevan, puis il fut nommé en 1954 directeur artistique de l'orchestre philharmonique d'Arménie, poste qu'il occupera jusqu'en 1990.
Il remporte un vif succès que ce soit en Arménie ou à l'étranger, pour ses œuvres qui pour la plupart sont inspirées de la musique folklorique traditionnelle d'Arménie.
En 1957, il préside le jury de la compétition internationale d'instrumentiste à vent à Moscou. En 1967, il préside le jury du concours international de violon Henryk-Wieniawski à Poznań en Pologne.
En 1977, il est nommé professeur de composition au conservatoire d'État d'Erevan.
En 1990, il est membre du jury du concours international de quintette de cuivres de Narbonne et en 1997 du concours international de trompette de Moscou.
Une de ses œuvres les plus célèbres est sans doute le Concerto pour trompette et orchestre en la bémol majeur composé en 1950. C'est sa sixième « grande » composition, elle sera interprétée par les plus grands trompettistes du monde tel Timofei Dokchitser mais aussi Maurice André, Philip Smith (en), Romain Leleu, Ibrahim Maalouf, Sergueï Nakariakov, Roger Voisin, etc.
Mort le 28 mars 2012, Alexandre Aroutiounian est inhumé au Panthéon Komitas.

### Prix et récompenses
- Prix Staline (1949)

pour la cantate La Patrie (1948), une pièce qu'il a écrite quand il était étudiant au conservatoire de Moscou
- Ordre du Drapeau rouge du Travail (1956)
- Artiste du peuple de la RSS d'Arménie (1964)
- Artiste du peuple de l'URSS (1970)
- Ordre de la révolution d'Octobre (1980)
- Citoyen d'honneur de la ville d'Erevan (1987)